# Síndrome de Klüver-Bucy
El síndrome de Klüver-Bucy (en inglés: Klüver syndrome) es un trastorno de la conducta que sucede cuando los lóbulos temporales bilaterales sufren alguna alteración. La amígdala está particularmente implicada en la patogenia de este síndrome.

## Descubrimiento en monos Rhesus
Los epónimos del síndrome son los doctores Heinrich Klüver y Paul Bucy, quienes retiraron los lóbulos temporales de ambos lados en monos Rhesus en un intento de determinar su función. Esto provocó en los monos el desarrollo de agnosia visual, cambios emocionales, alteraciones en la conducta sexual, hipermetamorfosis y tendencias orales.
Aunque los monos podían ver, eran incapaces de reconocer incluso los objetos que previamente les eran familiares, ni tampoco su uso. Parecían examinar su ambiente con la boca en lugar de con los ojos ("tendencias orales") y desarrollaron el deseo de explorarlo todo ("hipermetamorfosis").
Su conducta sexual manifiesta se incrementó dramáticamente ("hipersexualidad") y los monos se solazaban en una conducta sexual indiscriminada, con masturbaciones y actos homo y heterosexuales.
Emocionalmente los monos se volvieron desmotivados y sus expresiones faciales y vocalizaciones se hicieron menos expresivas. También tenían menos miedo de cosas que les habrían infundido pánico de forma instintiva en su estado natural, como los humanos o las serpientes. Incluso tras ser atacados por una serpiente, seguían aproximándose a ella de buena gana. A este tipo de cambio se le llamó "apacibilidad".

## En seres humanos
Las personas con lesiones en sus lóbulos temporales (lesiones bilaterales) muestran conductas similares. Pueden mostrar conductas exploratorias orales o táctiles (tocamientos o succiones socialmente inapropiadas); hipersexualidad, bulimia, trastornos de la memoria, emociones planas (apacibilidad)  astereognosia o incapacidad para reconocer objetos y prosopagnosia o incapacidad para reconocer caras.
Raramente, si es que se da alguna vez, se desarrolla el síndrome al completo en seres humanos. No obstante, se han observado partes de él en pacientes con daños bilaterales extensos en el lóbulo temporal por herpes u otras encefalitis, Alzheimer, enfermedad de Pick, Demencia frontotemporal, etiologías postraumáticas o enfermedades cerebrovasculares.